# نوریکوم (استان رومی)

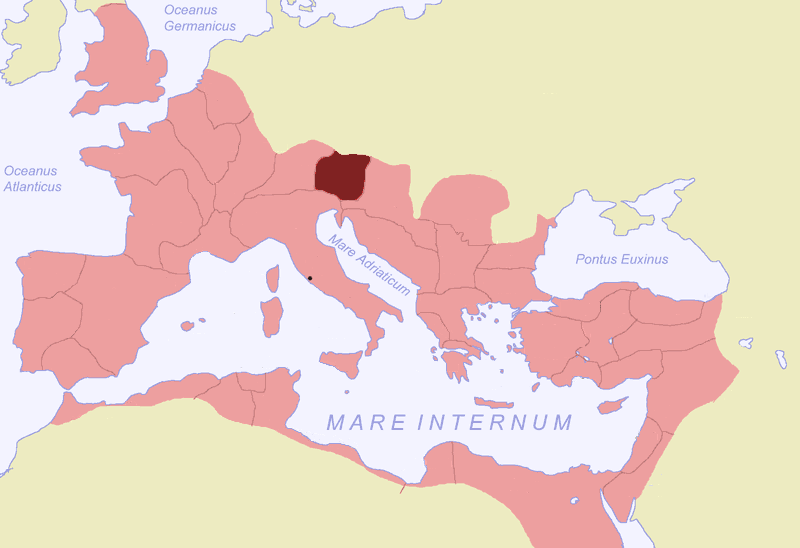
نوریکوم با رنگ قرمز تیره

نوریکوم (انگلیسی: Noricum) به لاتین نام پادشاهی سلت‌ها یا فدراسیون قبایل شامل بیشتر اتریش کنونی و اسلوونی امروزی است در قرن اول پس از میلاد، به استان‌های روم امپراتوری روم تبدیل شد.